# Iunit (Armant)
Iunit (auch Junit, Init) ist eine altägyptische Göttin aus dem Amduat. Belegt ist diese Göttin im Pyramidentext PT 1066 und wurde gemeinsam mit Tjenenet erstmals in der 11. Dynastie als Gemahlin des Month in Armant verehrt. In der 11. Dynastie spielte Armant eine wichtige Rolle bei der erneuten Reichseinigung. Aus dieser Zeit stammt der Tempel des Month.
Im Neuen Reich wurde Junit zur Neunheit von Karnak gezählt. Ob diese Iunit mit der gleichnamigen Iunit aus Heliopolis identisch ist, bleibt unklar. Ihr Name ist nicht zu verwechseln mit Inuit.
„Anit“ ist hier namensgebend. Für den Begriff 'aniṭ' in der Sanskrit-Grammatik war Iunit eine kleine Göttin in der altägyptischen Religion, deren Name „Sie von Armant“  bedeutet. Sie ist die Gemahlin von Montu.